# European Christian Political Party
De European Christian Political Party (Europese Christelijke Politieke Partij, kortweg ECPP), tot 2025 de European Christian Political Movement (Europese Christelijke Politieke Beweging, kortweg ECPM), is een Europese politieke partij die in november 2002 is ontstaan als samenwerkingsverband tussen verschillende christelijke politieke partijen, christendemocratische partijen en burgerorganisaties. De jongerenorganisatie van de ECPP is de European Christian Political Youth (ECPYouth).

## Geschiedenis
De ECPM kwam voort uit een platform dat tot stand kwam op een conferentie in Lakitelek in Hongarije in november 2002. Het doel was om in de aangesloten landen (12 in het begin) het christelijke politieke geluid niet alleen krachtiger, maar ook professioneler te laten doorklinken.
In 2003 werd er in Lakitelek tijdens een bijeenkomst de verklaring "Waarden voor Europa" aangenomen met daarin de acht leidende principes waaraan alle deelnemers zich zullen houden. Belangrijkste daaruit waren dat deelnemers het christelijk geloof handen en voeten willen geven en dat ze dat op een hedendaagse manier willen doen.
In januari 2005 werd in de Estse hoofdstad Tallinn een bestuur gekozen dat de organisatie moest professionaliseren en aansturen. Op 15 september 2005 werd de ECPM officieel geregistreerd onder Nederlands recht als organisatie met statuten.
In 2010 werd de ECPM door het Europees Parlement erkend als Europese politieke partij. De ECPM had in de zittingsperiode 2014-2019 zes zetels in het Europees Parlement (afkomstig uit Duitsland, Nederland, Polen en Slowakije), die aangesloten waren bij de fractie van Europese Conservatieven en Hervormers (ECH). De Nederlandse partij ChristenUnie stapte in 2017 over van de fractie van de ECH naar de Fractie van de EVP. Dit deed zij na onenigheid met de SGP, waarmee zij gezamenlijk in de ECH vertegenwoordigd was, over de toetreding van Forum voor Democratie tot de ECH-fractie.
In 2025 veranderde de ECPM haar naam naar de European Christian Political Party, kortweg de ECPP.

## Financiering
Als geregistreerde Europese politieke partij heeft de partij recht op Europese publieke financiering, die zij sinds haar eerste aanvraag in 2010 ononderbroken heeft ontvangen.
Hieronder staat de ontwikkeling van de Europese publieke financiering die de partij heeft ontvangen.
Bedrag (€)Europese overheidsfinanciering van Europese politieke partijen0200.000400.000600.000800.0001.000.0002004200720102013201620192022Maximumbedragen aan overheidsfinancieringDaadwerkelijk ontvangen bedragen aan overheidsfinanciering
In overeenstemming met de Verordening inzake Europese politieke partijen en Europese politieke stichtingen, werft de partij ook private fondsen om haar activiteiten mede te financieren. Vanaf 2025 moeten Europese partijen ten minste 10% van hun vergoedbare uitgaven uit particuliere bronnen halen, terwijl de rest kan worden gedekt met Europese overheidsfinanciering.
Hieronder staat de ontwikkeling van de bijdragen en donaties die de partij heeft ontvangen.
Bedrag (€)Bijdragen van Europese politieke partijen10.00020.00030.00040.00050.00060.00020102013201620192022ECPP
Bedrag (€)Donaties van Europese politieke partijen020.00040.00060.00080.000100.00020102013201620192022ECPP

## Leden

### Politieke partijen
De ECPP heeft leden en verbonden organisaties.

#### Huidige leden
| Land       | Lid                                                     | Oorspronkelijke naam                                  | Zetels in het Europees Parlement (2024-2029) | Afkorting |
| ---------- | ------------------------------------------------------- | ----------------------------------------------------- | -------------------------------------------- | --------- |
| Czechia    | (individual member) MEP Dostal                          |                                                       | 1                                            |           |
| Duitsland  | Familiepartij van Duitsland                             | Familien-Partei Deutschlands                          | 1                                            |           |
| Duitsland  | Alliantie C – Christenen voor Duitsland                 | Bündnis C – Christen für Deutschland                  | 0                                            |           |
| Frankrijk  | De Wil van het Volk                                     | La Voie du Peuple- VIA                                | 0                                            | VIA       |
| Ierland    | Menselijke Waardigheid Alliantie                        | Comhaontas Dhínit an Duine                            | 0                                            | CDD       |
| Letland    | Letland eerst                                           | Latvija pirmajā vietā                                 | 1                                            | LPV       |
| Litouwen   | Litouwse Christendemocraten                             | Lietuvos krikščionys demokratai                       | 0                                            | LKD       |
| Nederland  | ChristenUnie                                            |                                                       | 0                                            | CU        |
| Nederland  | Staatkundig Gereformeerde Partij                        |                                                       | 1                                            | SGP       |
| Oostenrijk | Christelijke Partij van Oostenrijk                      | Christliche Partei Österreichs                        | 0                                            | CPÖ       |
| Polen      | Rechts van de Republiek                                 | Prawica Rzeczypospolitej                              | 0                                            | PR        |
| Polen      |                                                         | Unia Polityki Realnej                                 | 0                                            |           |
| Portugal   | People's Monarchist Party                               | Partido Popular Monárquico                            | 0                                            | PPM       |
| Roemenië   | Democratische Unie van Slowaken en Tsjechen in Roemenië | Uniunea Democrată a Slovacilor şi Cehilor din România | 0                                            | UDSCR     |
| Roemenië   | Nationale Christen-Democratische Boerenpartij           | Partidul National Țărănesc Creștin Democrat           | 0                                            |           |
| Roemenië   |                                                         | Partidul National Conservator Roman                   | 1                                            | PNCR      |
| Slowakije  | Christen Unie                                           | Kresťanská únia                                       | 0                                            |           |
| Spanje     | Meer Met Jou                                            | Contigo Más                                           | 0                                            |           |
| Spanje     | Waarden                                                 | Valores                                               | 0                                            |           |
| Zweden     | Christelijke Waardenpartij                              | Kristna Vardepartiet                                  | 0                                            |           |

#### Waarnemende leden
| Land                | Organisatie                        |
| ------------------- | ---------------------------------- |
| België (Vlaanderen) | C'axent                            |
| Nederland           | ChristenUnie International (FICDD) |
|                     | SGP International (SGP-I)          |
|                     | Sallux (denk ECPP)                 |
| Moldavië            | AIC                                |

### Individuele leden
De partij heeft ook een aantal individuele leden, hoewel zij, net als de meeste andere Europese partijen, niet heeft geprobeerd een massaal individueel lidmaatschap te ontwikkelen.
Hieronder staat de ontwikkeling van het individuele lidmaatschap van de partij sinds 2019.
Individuele ledenIndividuele leden van Europese politieke partijen0102030405060201920202021202220232024ECPP

## Congressen
Elk jaar organiseert de ECPP een ledencongres. In dit congres wordt dan een bepaald thema behandeld. Ook organiseert zij regionale conferenties.

## Vertegenwoordiging in Europese instellingen
| Organisatie   | Instelling                                           | Zetelaantal   |
| ------------- | ---------------------------------------------------- | ------------- |
| Europese Unie | Europees parlement                                   | 4 / 720(0.6%) |
| Europese Unie | Europese Commissie                                   | 0 / 27(0%)    |
| Europese Unie | Europese Raad (Regeringsleiders)                     | 0 / 27(0%)    |
| Europese Unie | Raad van de Europese Unie (Deelname aan de regering) |               |
| Europese Unie | Europees Comité van de Regio's                       | 0 / 329(0%)   |